# Cohénite
La cohénite (Fe,Ni,Co)3C, nommée en l’honneur du minéralogiste et pétrographe allemand Emil Cohen (de), est un carbure de fer dans lequel le fer est partiellement remplacé par du nickel (0,5-3 %) et du cobalt (< 1 %). Cristallisant dans le système orthorhombique (groupe d'espace no 62, Pnma ou Pbnm), ce minéral argenté, dur et cassant, est la même espèce cristalline que la cémentite Fe3C, carbure de fer presque pur formé dans les fontes et les aciers de l’industrie métallurgique.

## Découverte et autres occurrences
La cohénite fut découverte en 1887 dans la météorite Magura par le minéralogiste et pétrologue allemand Ernst Weinschenk (en) qui l’isola, l’analysa, la nomma et en reconnut l’identité avec la cémentite. Cette dernière avait été identifiée par Frederick Abel en 1885.
La cohénite est assez régulièrement présente dans les météorites de fer et dans le métal des météorites mixtes, sous la forme de bâtonnets submillimétriques à millimétriques (jusqu’à 8 mm). On la rencontre presque uniquement au contact de fer contenant entre 6 et 8 % de nickel. Elle y est généralement accompagnée de schreibersite (Fe,Ni)3P (avec laquelle on la confond souvent), de troïlite FeS et de graphite C. On trouve aussi la cohénite dans les chondrites à enstatite, certaines uréilites et quelques chondrites ordinaires, ainsi que dans des sols et roches lunaires.
La cohénite est également présente dans certaines roches terrestres mais elle est très rare. On ne la rencontre que dans des contextes extrêmement réducteurs, notamment là où du magma a envahi un gisement de charbon ou de lignite comme à Uivfaq sur l’île de Disko (Groenland) ou à Bühl près de Cassel (Land de Hesse, Allemagne). On la trouve aussi en inclusion dans des diamants et des minéraux cogénétiques du diamant.

## Mode de formation
Dans les aciers la cémentite se forme essentiellement entre 1150 et 730 °C, par précipitation à partir du carbone dissous dans le fer liquide, et il en est probablement de même pour la cohénite dans les environnements naturels où du fer liquide s’est solidifié (noyau des corps parents des météorites, et sur Terre dans des conditions particulières). Cette formation est cependant paradoxale car à basse pression la cémentite (la cohénite) n’est stable à aucune température (on devrait observer l’assemblage Fe-C au lieu de Fe-Fe3C). On l’observe finalement pour deux raisons : d’une part l’assemblage Fe-C est à peine plus stable que Fe-Fe3C (la décomposition Fe3C → 3 Fe + C n’induit qu’une faible diminution de l’enthalpie libre), et d’autre part la nucléation de la cémentite est beaucoup plus aisée que celle du graphite (sa structure est plus proche de celle de la phase mère, le fer liquide). L’instabilité de la cémentite se manifeste cependant par sa décomposition spontanée, en quelques heures à quelques jours seulement quand on la maintient à haute température (> 700 °C). La cémentite des fontes et des aciers ne se décompose pas parce que leur refroidissement a été rapide et qu’à basse température la vitesse de décomposition est devenue pratiquement nulle (de même que les diamants restent indéfiniment dans cet état métastable alors qu’à basses température et pression la forme stable du carbone est le graphite).
Concernant la cohénite, le plus paradoxal n’est pas qu’elle ait pu se former, mais qu’elle ait réussi à nous parvenir sans se décomposer. Les grandes masses de fer liquide générées à Uivfaq ou Bühl ont dû mettre des milliers d’années, et celles des météorites des dizaines ou centaines de Ma à traverser la gamme de températures où la décomposition est rapide. Pour résoudre ce paradoxe on a cherché si une forte pression, ou la présence de Ni et Co (voire celle d’éléments en traces comme P) pouvaient stabiliser la cohénite et en rendre ainsi la décomposition impossible ou excessivement lente. Après une assez longue controverse il semble finalement que la résistance des cohénites terrestres et extraterrestres à la décomposition soit la résultante de deux facteurs : (1) la perfection structurale et texturale de leurs cristaux (qui rend très difficile la nucléation du graphite), elle-même la conséquence du très lent refroidissement à l’origine de la précipitation de la cohénite ; (2) l’influence du nickel sur la cinétique de formation ou de décomposition (au-dessus de 8 % de nickel dans un fer liquide riche en carbone dissous la cohénite ne se forme pas, au-dessous de 6 % les cohénites terrestres et extraterrestres ont pu se former mais se sont décomposées au cours du refroidissement).